# Dombrot-sur-Vair
Dombrot-sur-Vair település Franciaországban, Vosges megyében. Lakosainak száma 241 fő (2022. január 1.). Dombrot-sur-Vair Houécourt, La Neuveville-sous-Châtenois, Saint-Menge, Sandaucourt, Auzainvilliers, Belmont-sur-Vair és Gironcourt-sur-Vraine községekkel határos.

## Népesség
A település népességének változása:
| Lakosok száma | 255  | 253  | 252  | 245  | 241  | 239  | 241  | 242  | 241  |
|               | 2013 | 2015 | 2016 | 2017 | 2018 | 2019 | 2020 | 2021 | 2022 |